# Десислава Атанасова
Десислава Вълчева Атанасова е български юрист и политик от партия ГЕРБ, министър на здравеопазването от 21 март 2012 до 13 март 2013 г. След продължителна активна дейност като депутат на ГЕРБ, през 2024 година е избрана за член на Конституционния съд.

## Биография

### Професионална кариера
Десислава Атанасова е родена на 8 октомври 1978 година в Дулово, България. През 2001 година получава магистърска степен по право в Университета за национално и световно стопанство, през 2009 година по политология и дипломация във ВТУ „Св. св. Кирил и Методий“, а през средата на 2011 година по европейска интеграция в същия университет. Владее свободно английски и руски език.
От 2002 година е съдебен кандидат в Окръжен съд – Русе. Между 2005 и 2007 година е юрисконсулт в Областния диспансер за психиатрични заболявания със стационар в град Русе, а от 2007 до 2009 година и в Многопрофилната болница за активно лечение.

### Политическа кариера
От 2011 година е адвокат в Адвокатската колегия – Русе. Междувременно тя е и общински съветник в Общинския съвет на град Русе и председател на Комисията по законност, обществен ред и сигурност.
Между 2009 и 2012 година е народен представител за Русе на партия ГЕРБ в XLI народно събрание. От 14 юли 2010 година е председател на парламентарната Комисия по здравеопазване. В периода от 21 март 2012 до 13 март 2013 г. е министър на здравеопазването в първия кабинет на Бойко Борисов. След като става министър, е наследена на поста председател на парламентарната Комисия по здравеопазване от Даниела Дариткова. Атанасова е депутат и в XLII, XLIII, XLIV, XLV, XLVI, XLVII, XLVIII и XLIX народно събрание. Заместник-председател е на Комисията по правни въпроси в XLIV НС и член на Комисията по външна политика.
Ръководител е на парламентарната делегация на ОССЕ.

## Конституционен съдия

### Критики към номинацията
На 19 януари 2024 г. Народното събрание избира Десислава Атанасова за конституционен съдия, заедно с Борислав Белазелков. 14 адвокатски колегии и неправителствени организации („Правосъдие за всеки“ и др.) протестират срещу нейния избор, тъй като се съмняват в професионализма ѝ, морала ѝ и политическата ѝ неутралност. Президентът Румен Радев сезира Конституционния съд за съществуващ казус (според тълкувателно решение на КС Атанасова и Белазелков ще имат мандат за 7 години, но НС ги избира за 9). Също така той припомня новоприетия текст от Конституцията, който задължава Народното събрание при избор на членове на органи да спазва принципите на откритост, прозрачност, публичност и обоснованост, за да гарантира тяхната независимост. Радев апелира заклеването на Атанасова и Белазелков да се отложи. Тъй като обаче по закон те трябва да се закълнат най-късно до седмица след избирането, клетвата на Атанасова и Белазелков е положена в 11,00 ч. на 26 януари 2024 г.; междувременно се чака тълкувателно решение по питането на президента. Проф. Пламен Киров отбелязва, че не е нормално президентът да изисква мотиви (обоснованост) за назначението на даден кандидат, защото в Държ. вестник не се вписват мотиви; такива се вписват само в съдебните актове.

### Отказ на президента да присъства на клетвата
Президентът Радев отказва да присъства на клетвата на Атанасова и Белазелков. Въпреки това водещи юристи (Михаил Екимджиев, Пламен Киров и др.) изказват мнения, че неговото присъствие не е задължително, а е чисто формален акт Председателят на Върховния административен съд Георги Чолаков припомня, че преди 2 години при друга церемония на Конституционния съд не е присъставал председателят на Върховния касационен съд Лозан Панов (2015 – 2022), но тя е била счетена за легитимна. Председателят на ВКС Галина Захариева (от 2022) също коментира, че „нашето участие тук е изцяло представително и се дължи на уважение към институцията“. Доц. Наталия Киселова е на мнение, че случаят не е съпоставим с казуса „Плевневлиев – Марковска“ – едно, защото председателят на КС ще присъства; второ, защото не се гласува цялата квота от четирима души, а само от двама В случая с казуса „Плевневлиев – Марковска“ тогава председателят на Конституционния съд Евгени Танчев не позволява да се пристъпи към клетва заради отсъствието на държавния глава. Към 26 януари 2024 г. липсата на президента Радев не е регистрирна от председателя на съда Павлина Панова. Освен това няма разписана възможност за оспорване на клетвата. На тази разлика набляга и проф. Екатерина Михайлова – че след като е имало клетва, тя не може да бъде оспорена, докато в случая на Марковска е липсвала клетва.

### Полярни политически реакции. Теза за липса на политическа неутралност на КС
Христо Иванов определя Атанасова като професионалист, човек който добре познава законодателния процес и с голям политически опит, срещу което получава критики от „Има такъв народ“, че преди 3 години е давал съвесем други определения за нея. Зад номинацията на Атанасова подписи слагат Атанас Атанасов, Кирил Петков и пр. десни политици. Междувременно някои политици определят КС като политически орган, а Бойко Борисов дава пример с Янаки Стоилов, който е станал конституционен съдия, а не може да се каже, че е политически неутрален. Самата Десислава Атанасова в препитването си коментира, че единствено в Естония има аналог на КС, който е съставен само от експерти; Навсякъде другаде в Европа този орган е политизиран. Правосъдният министър Атанас Славов също е на мнение, че „Освен другия юридическия опит, за КС е много важно да има политическа сензитивност, защото голяма част от решенията, които се вземат, са и стратегически, и политически, наред с чисто юридическата аргументация. Подобна теза застъпва и конституционният съдия Филип Димитров – „Конституционният съд не е съд в класическия смисъл на думата“. Той дава пример с назначенията на Станислав Димитров, Васил Гоцев и Янаки Стоилов. В същото време опозиционните лидери на Възраждане и БСП реагират остро срещу назначението на Атанасова и директно призовават президента да я бламира. В отговор депутати от ГЕРБ обявяват протестите срещу Атанасова за лустрация срещу кадри от ГЕРБ. Лидерът на ПГ на ДПС, Делян Пеевски, обявява, че е дал оценката си за Атанасова, когато се е подписал под предложението тя да стане конституционен съдия.

### Спорен казус за конфликт на интереси
Тъй като Констититуционният съд тепърва трябва да се произнесе дали Атанасова и Белазелков имат право да са част от институцията, при положение че НС ги избрало за срок, който не е признат от КС, това поражда правни въпроси. Може ли да бъде оспорено решението само частично, или трябва да се гледа в цялост?; и следва ли да си направят Атанасова и Белазелков отвод по тълкуването на дело, което пряко ги засяга? Атанасова обявява, че няма да си прави отводи – едно, защото такава процедура не е предвидена в закона; второ, защото за 15 години в Парламента тя е станала вносител на стотици проектопредложения и ако си прави отвод по всеки казус, въобще не трябва да работи. Проф. Пламен Киров също счита, че в закона няма изрична забрана за неучастие на конституционни съдии по дела, които ги засягат. Що се отнася до практиката на КС, съществуват случаи и в двете посоки. Янаки Стоилов не е участвал в дело за главния прокурор, на което е бил вносител, като сл. министър; но в минали години е имало народен представител, който е станал конституционен съдия и е участвал в дела, които пряко го засягат.

### Решение на Държавен вестник
В Държавен вестник, бр. 7/23.1.2024, е обнародвано решението за вписване на Атанасова и Белазелков. Решението е публикувано на 16 януари 2024 г. и влиза в сила от 20 януари 2024 г. В решението Атанасова и Белазелков са вписани за 9 години. Народното събрание бърза, за успее да утвърди номинациите преди да влезе в сила решение на Конституционния съд, че:
„Koнcтитyциoнeн cъдия, избpaн или нaзнaчeн cлeд пpeдвидeнoтo в чл. 147, aл. 2, изp. тpeтo oт Koнcтитyциятa oбнoвявaнe нa cъcтaвa нa Koнcтитyциoнния cъд, yпpaжнявa пpaвoмoщиятa cи caмo зa ocтaвaщия cpoĸ oт мaндaтa, cчитaнo oт ĸoнcтитyциoннo дължимия мoмeнт зa oбнoвявaнeтo нa cъcтaвa нa Cъдa.“

### Отписване от адвокатската колегия
За да няма несъвместимост с позицията ѝ на член на КС Десислава Атанасова трябва да се отпише като адвокат. Тъй като обаче не може да контролира кога колегията ще я пусне според закона е достатъчно да подаде заявление в 7-дневен срок. Според председателя на колегията Ангел Стефанов, Атанасова е подала заявление в срок. Бойко Борисов също твърди, че тя е дала заявление още на следващия ден след номинацията си. Към 18 април 2024 г., обаче, Атанасова все още не е отписана от колегията.

### Становища на юристи
Проф. Пенчо Пенчев и доц Д. Топчийска смятат че искането на Румен Радев е основателно, но само частично – по отношение на срока на службата на Атанасова и Белазелков. Гл. ас. Дилян Начев застъпва същото схващане.

### Тълкувателно решение на КС
На 9 юли 2024 г. Конституционият съд взима решение, че изборът на Атанасова и Белазелокв не противоречи на основния закон. Той обаче ще е само за 7 години, а не за 9 Решението е прието единодушно с 10 гласа „за“, като Атанасова и Белазелков не са участвали в гласуването Докладчик е бил Константин Пенчев. В мотивите си КС е посочил, че само назначаващият орган (Народното събрание) има право на преценка дали лицето Х става за длъжността или не. Личностната преценка е единствено отговорност на назначаващия орган. Не така стои въпросът със срока, който е указан в Конституцията

## Представител на България във Венецианската комисия
На 31 януари 2025 г. с решение на № 50/31.01.2025 г. на Министерският съвет, Десислава Атанасова е избрана за представител на България във Венецианската комисия. За неин заместник е посочен Белазелков.